# Шовгеновський район
Шовге́новський райо́н (рос. Шовге́новский райо́н; адиг. Шэуджэн къедзыгъуэ) — адміністративно-територіальна одиниця Республіки Адигея. Офіційна назва: Муніципальне утворення «Шовгеновський район».
Район розташований на північному сході Республіки Адигея. Територію перетинає паралель 45° північної широти. Площа району — 521,4 км².
У складі району 31 населений пункт: 7 аулів, 3 селища, 21 хутір. Адміністративний центр — аул Хакуринохабль. 
Заснований 27 липня 1922 року як Фарський округ у складі Адигейської (Черкеської) АО. 2 серпня 1924 року перетворений в Хакурінохабльський район. З 7 лютого 1929 р. — Шовгеновський. З 7 грудня 1956 по 21 березня 1958 рр. був скасований. З 15 лютого 1965 року існує в сучасних межах.

## Географія
Клімат Шовгеновського району помірно континентальний, м'який. Кількість опадів в рік — 640 мм, зокрема літом — близько 400 мм. Середня температура в січні −3 °С, абсолютний мінімум −38 °С, середня температура в липні +23 °С, максимум +38 °С. Влітку й восени на річках часті паводки. 
Серед ґрунтів переважають чорноземи, луко-чорноземні ґрунти, є лугові солонці і луко-болотні ґрунти. у південно-західній частині району потужність чорнозему досягає 1,5-2 метрів. Площа ріллі — 32 тисячі га, під лісами — близько 4 тисяч га. 
Північна частина району розташована в долині річки Лаба, що складається з алювіальних відкладень новітнього часу. Середні висоти над рівнем моря 80-100 м, до південного сходу територія району підвищується. Для ландшафту характерні міжрічкові і міжбалочні рівнини, які повністю розорані. Лісова рослинність збереглася долинами річок. Найбільший лісовий масив — Чорний ліс, площею більше 3 тисяч га. Серед рослинності переважає степова: мятлік, пирій, боби і інші трави. У лісах: дуб, ясен, тополя, верба. У підліску: глід, терен, бузина і інші чагарники. 
З півночі територію району огинає річка Лаба. Зліва в неї впадають Чехрак, Фарс, Улька, Гіага. Окрім Фарсу всі річки степові, з мінливим режимом, витоки — джерельного характеру. Фарс — у верхів'ях типова гірська річка, тому на ній часті підйоми рівня води до критичних відміток. 
З корисних копалини є пісок, гравій, глини.

## Населення
Чисельність населення — 16 947 осіб (2012). 
Національний склад
| Народ    | Чисельність, 2002, осіб |
| -------- | ----------------------- |
| Адиги    | 11 000                  |
| Росіяни  | 5 700                   |
| Українці | 200                     |
| Татари   | 200                     |

## Історія
Історія Шовгеновського району почалася із створення 27 липня 1922 року Адигейської (Черкеської) автономної області, коли в її складі був створений Фарський округ з центром в аулі Хакурінохабль. Він охоплював території сучасних Красногвардійського, Кошехабльського і Шовгеновського районів. 7—10 грудня 1922 року в аулі Хакурінохабль відбувся перший з'їзд Рад Адигейської (Черкеської) автономної області, що заклав основи сучасної державності Адигеї.
Людина заселила ці місця в глибокій старовині, близько 10-12 тисяч років тому. Зараз на його території розташовано майже 500 пам'ятників археології, історії і культури. Досі серед степових просторів височіють великі кургани. Багато хто з них таїть в собі поховання Катакомбної, Північно-Кавказької і Майкопської культур. Немало поселень і городищ, що відносяться до перших століть нашої ери. Широко сталі відомі святилище «Чемдежуашх» в аулі Кабехабль, курганний комплекс «Уашхиту» біля хутора Дорошенко і багато інших пам'ятників археології. Великі курганні комплекси розташовані за течією річок Улька, Грязнуха й Гіага.
Близькість до Чорноморського узбережжя, захищеність з півночі річками Кубань і Лаба зумовили швидке освоєння території людиною. В давнину тут жили предки адигів — меоти, потім касоги, що створили ранньосередньовіковий Касозький союз племен (деякі вважають їх предками кабардинців).
Територія району в XIII столітті зазнала нападів монголо-татар, але залишалася в зоні впливу Бєлореченської культури цього часу і входила до складу маловивченого князівства Мінілія.
У подальші століття ці землі освоюють ногайці, потім їх витіснять адигські народності: адамійці, махоші, теміргоївці (або чемгуї).
З кінця XVIII століття на територію району остаточно виселяються з верховій річки Білої чемгуї, а ці землі стають ядром Теміргоївського (Чемгуйського) князівства. В аулі Хатажукай в 50-60-x роках XIX століття розташувалося одна з резиденцій княжого роду Болотокових.
У 1841 році по річці Лабі закладається Лабінська прикордонна лінія і з цієї миті межа Росії стала проходити річкою. У роки Кавказької війни теміргоївці чинили опір царським військам, але командування Кавказької армії вважало їх «мирними» і створило для їх управління Лабінське приставство. У 1849 році наїб Шаміля в Черкесії Мухаммед-Амін переселив теміргоївців в гори. Але через деякий час вони повернулися на свої місця. У 1857 році через територію району пройшов загін царських військ до місця будівництва фортеці Майкоп. У 1860 році територія князівства була остаточно приєднана до Росії. З 1863 року починається її заселення переселенцями з внутрішніх губерній Росії. З 1865 року територія району входила до складу Лабінського військово-народного округу, з 1871 — Лабінського повіту, а потім, з 1881 — Майкопського відділу.
У роки Жовтневої революції 1917 р. і Громадянської війни на території Шовгеновського району відбувалися важливі політичні події, що мають величезне значення в житті адигейського народу.
У серпні 1917 р. в аулі Хакурінохабль проходив з'їзд горців Кубані і Чорномор'я, що позначив погляди правлячих класів Адигеї на подальші шляхи розвитку в умовах, що склалися в Росії після Лютневої революції. У листопаді 1917 р. на території Шовгеновського району, в хуторі Касаткін, вперше в Адигеї була встановлена Радянська влада. У 1918 р. територія району стала ареною жорстоких боїв між Добровольчою армією Денікіна і червоногвардійськими загонами. Літом цього ж року в аулах і хуторах вів підпільну роботу перший комісар у справах горців Кубано-Чорноморської Радянської Республіки Мос Хакарович Шовгенов. У серпні 1918 р. він і його дружина — одна з перших адигейців-більшовичок Гошевнай Ідаровна Шовгенова-Дагужієва, були звірячо страчені білогвардійською контррозвідкою. На згадку про М. Х. Шовгенова з 1929 р. район носить його ім'я.
У 1930-х роках в районі активно проводилася колективізація сільського господарства, розвивається культура і освіта.
На фронтах Німецько-радянської війни билося близько 4,5 тисяч уродженців району. Близько 2,5 тисяч з них не повернулися додому.
У період з 9 серпня 1942 року по 3 лютого 1943 року Шовгеновський район був окупований гітлерівськими військами, які нанесли велику утрату народному господарству.
8 листопада 1941 року під Луганськом в Україні зробив свій подвиг уродженець а. Хакурінохабль Хусен Борежевіч Андрухаєв, першим з радянських письменників удостоєний звання Героя Радянського Союзу. Цього ж високого звання був удостоєний і Василь Савельевіч Лозов, уродженець х. Міхайлов Шовгеновського району, що зробив подвиг 26 жовтня 1943 року при форсуванні Дніпра.
Десятки воїнів-шовгеновців були удостоєні бойових орденів, сотні — медалей.
В кінці 1940-х—початку 1960-х років в районі йшло відновлення господарства, зруйнованого війною. У 1970–1980-і роки модернізуються і будуються нові промислові підприємства. У сільському господарстві врожайність зернових досягає 40-45 ц/га, цукрового буряка — близько 400 ц/га, надої молока — 3,5-4 тисячі кг на фуражну корову. Збільшується поголів'я худоби і птаха, активно розвивається соціальна інфраструктура.
До кінця 1980-х років ХХ століття Шовгеновський район — один з найрозвиненіших в аграрному секторі економіки Адигеї і Краснодарського краю.

## Адміністративно-територіальний поділ
| Сільське поселення | Населені пункти |
| ------------------ | --- |
| Джерокайське       | - аул Джерокай - хутір Семьоно-Макаренський - хутір Свободний Труд |
| Дукмасовське       | - хутір Дукмасов - хутір Касаткін - хутір Мамацев - хутір Мокроназаров - хутір Орєхов - хутір Пентюхов - хутір Пікалін - хутір Тихонов - хутір Чикалов                              |
| Заревське          | - селище Зарево - хутір Веселий - хутір Дорошенко - хутір Задунаєвський - хутір Келеметов - хутір Лейбоабазов - хутір Михайлов - хутір Новорусов - селище Ульський - хутір Чернишев |
| Мамхегське         | - аул Мамхег |
| Хакурінохабльське  | - аул Хакуринохабль - хутір Кіров - хутір Хапачев |
| Хатажукайське      | - аул Пшичо - аул Кабехабль - селище Лєсхозний - аул Пшизов - аул Хатажукай |

*Адміністративні центри вказані товстівкою